# Гекон шишкохвостий
Шишкохвостий гекон (Nephrurus asper) — вид геконів з роду Шишкохвості гекони підродини Диплодактиліни.

## Опис
Це маленький гекон. Особливістю його є велика голова у порівняні із тулубом, а також куций хвіст у вигляді шишки. Звідси й походить його назва. Колір шкіри у цього гекона темного, пустельного кольору. 

## Спосіб життя
Шишкохвостий гекон полюбляє кам'янисті місцини. Здебільшого пустелі, де риє невеличкі нори. Тут він вдень відпочиває від спеку, а вночі виходить на полювання. Харчується дрібними комахами.
Це яйцекладні гекони. Самка відкладає за 1 раз до 2 яєць, зариваючи їх у пісок. Втім поведінка під час парування шишкохвостих геконів не достатньо вивчені з огляду на обережний та полохливий характер цих ящірок.

## Розповсюдження
Це ендемік австралії. Шишкохвостий гекон мешкає у її північно—західній частині.